# Laghi anchialini

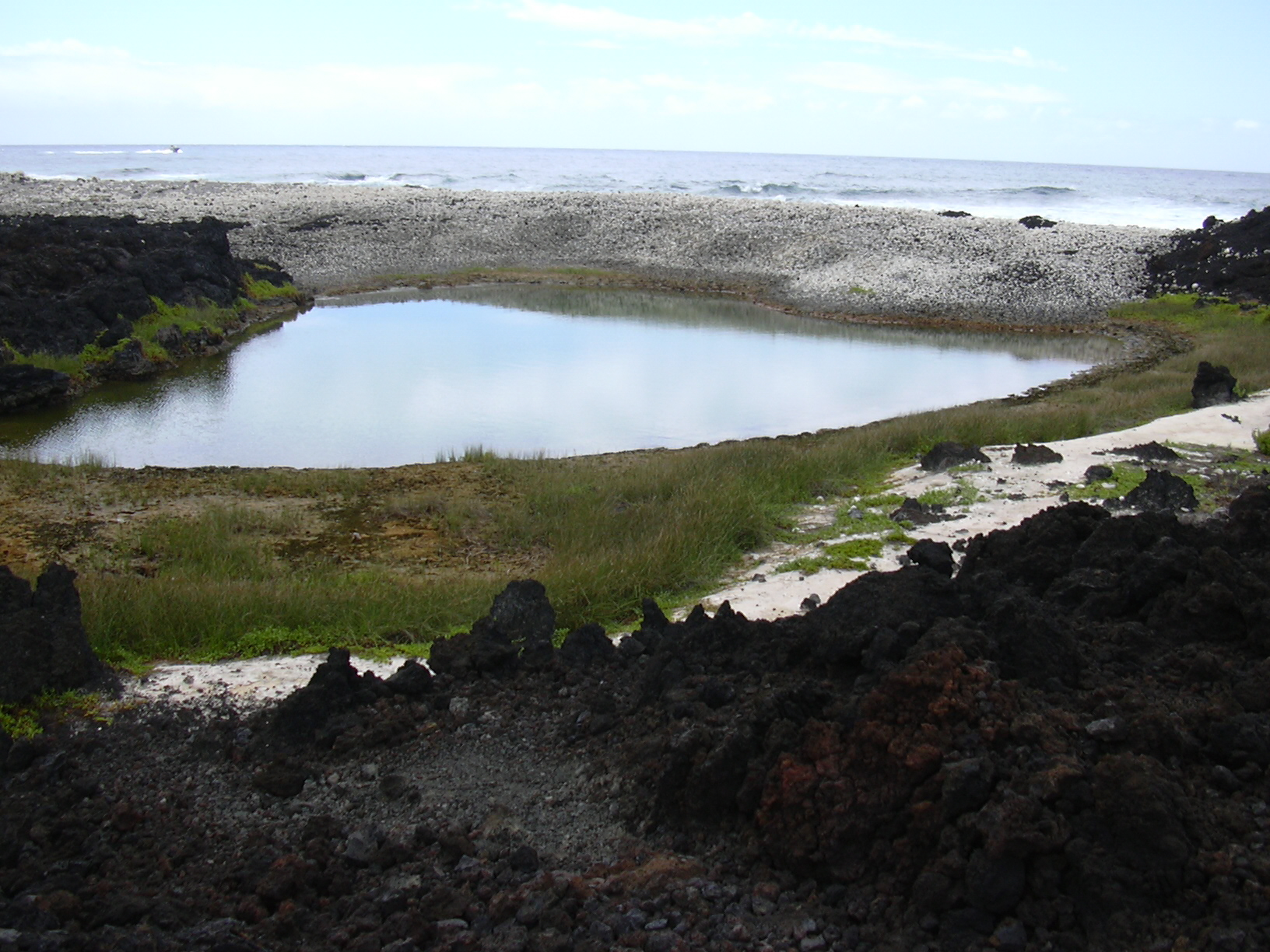
Lagli anchialini a Maui, Hawaii, con l'oceano sullo sfondo.

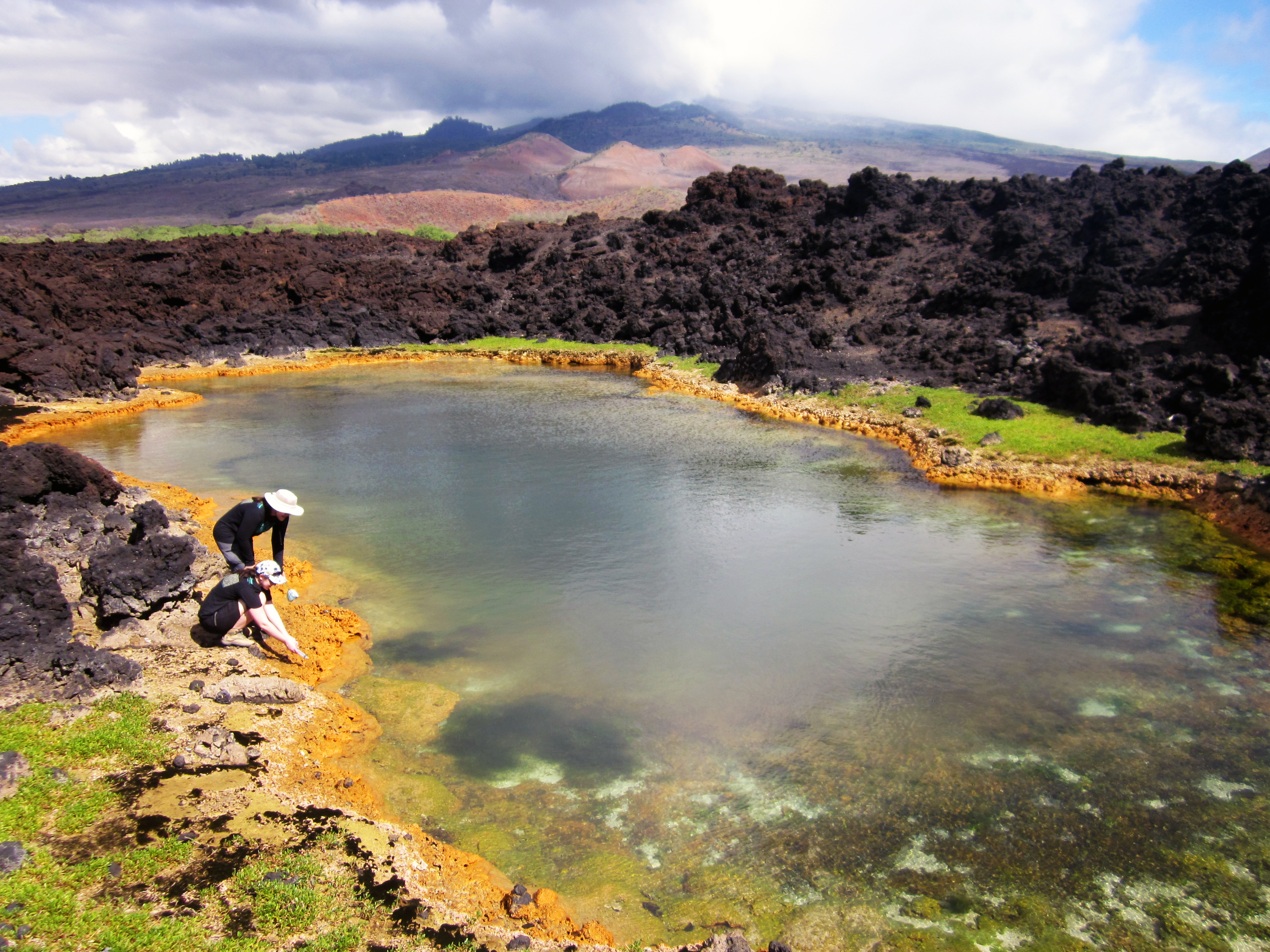
Ecologi raccolgono organismi viventi dai laghi anchialini di Maui.

Un lago anchialino o pozza anchialina dal greco antico ankhialos, "vicino al mare") è una piccola massa d'acqua senza sbocco collegata all'oceano in maniera sotterranea o inclusa tra rocce laviche ove si creano degli ecosistemi chiusi ed autosufficienti. I laghi anchialini sono una caratteristica della falda costiera a densità stratificata, e l'acqua vicina alla superficie è fresca e salmastra mentre in profondità è salina per intrusione dalla costa sottostante ad una certa profondità. A seconda del sito, a volte è possibile accedere all'acqua salina profonda direttamente dalla pozza anchialina o talvolta da cave sommerse.
Il livello delle acque è fluttuante dovuto ai movimenti della marea in funzione dell'ubicazione costiera dei laghetti. L'entità della fluttuazione dei livelli d'acqua sarà minore (smorzata) e ritardata rispetto alla variazione e ai tempi osservati nella marea adiacente. I controlli primari sullo smorzamento e sfasamento sono la distanza dalla costa e la conducibilità idraulica dei materiali geologici.
I laghi anchialini sono estremamente comuni in tutto il mondo soprattutto lungo le coste neo-tropicali dove la geologia e il sistema acquifero sono relativamente giovani, e non vi è uno sviluppo minimo del terreno. Si verificano tali condizioni quando la roccia è calcarea o di recente formazione vulcanica (pietra lavica). Molti laghi anchialini si trovano sulle coste dell'arcipelago delle Hawaii e nella penisola dello Yucatán, dove sono chiamati localmente cenote, e nell'isola di Natale.
Tali ecosistemi sono visitabili in numerose grotte carsiche quali le grotte di Kostrena o la grotta Zinzulusa in provincia di Lecce. Gli ecosistemi dei laghi anchialini sono stati fatti oggetto di un esperimento da parte della NASA e riprodotti in mini biosfere sigillate contenenti gamberetti provenienti dai laghi anchialini del Borneo, che vivono in ambiente sigillato ed autosufficiente fino a 7 anni.
Studi realizzati nei laghi anchialini spesso identificano regionalmente rare e talvolta specie viventi endemiche.
Alle Hawaii, molti dei laghi ospitano ʻōpaeʻula (gamberetti delle Hawaii, Halocaridina rubra). Il cratere Sailor's Hat  è stato creato da un test esplosivo del 1965 in un lago anchialino.
Le grotte carsiche e i laghi anchialini possono spesso essere collegati e contengono fauna di natura diversa: crostacei tra cui remipedia e copepoda e, tra i vertebrati, diverse specie di pesci ciechi e anguille.